# Гу-Ойдак
Гу-Ойдак (англ. Gu Oidak) — переписна місцевість (CDP) в США, в окрузі Піма штату Аризона. Населення — 126 осіб (2020).

## Географія
Гу-Ойдак розташований за координатами 31°55′14″ пн. ш. 112°1′25″ зх. д. / 31.92056° пн. ш. 112.02361° зх. д. (31.920576, -112.023532). За даними Бюро перепису населення США в 2010 році переписна місцевість мала площу 18,35 км², уся площа — суходіл.

## Демографія
Згідно з переписом 2010 року, у переписній місцевості мешкало 188 осіб у 67 домогосподарствах у складі 42 родин. Густота населення становила 10 осіб/км². Було 91 помешкання (5/км²).
Расовий склад населення:
| - 98,4 % — корінних американців |

До двох чи більше рас належало 1,6 %. Частка іспаномовних становила 3,7 % від усіх жителів.
За віковим діапазоном населення розподілялося таким чином: 26,6 % — особи молодші 18 років, 64,4 % — особи у віці 18—64 років, 9,0 % — особи у віці 65 років та старші. Медіана віку мешканця становила 33,0 року. На 100 осіб жіночої статі у переписній місцевості припадало 100,0 чоловіків; на 100 жінок у віці від 18 років та старших — 97,1 чоловіків також старших 18 років.
Середній дохід на одне домашнє господарство становив 48 686 доларів США (медіана — 35 625), а середній дохід на одну сім'ю — 48 686 доларів (медіана — 35 625).
Цивільне працевлаштоване населення становило 40 осіб. Основні галузі зайнятості: освіта, охорона здоров'я та соціальна допомога — 42,5 %, публічна адміністрація — 40,0 %, роздрібна торгівля — 17,5 %.